# 钦聪灿
钦聪灿（西班牙語發音：[tsintsunˈtsan] ⓘ）是墨西哥米却肯州的城镇，位于米却肯州北部，距首府莫雷利亚53公里。城镇坐落于帕茨夸罗湖北岸，是历史普雷佩查帝国的发源地。普雷佩查的钦聪灿遗址和伊瓦奇奥遗址位于城镇境内，是当地的旅游名胜。当地的亡灵节庆典也颇为著名。